# Rudolph Pariser
Rudolph Pariser (ur. 8 grudnia 1923 w Harbinie, zm. 2 lutego 2021) – niemiecki i amerykański chemik.

## Życiorys
Urodził się w Harbinie jako syn Rosjanki i Niemca. Jego ojciec Ludwig był żołnierzem Armii Cesarstwa Niemieckiego, podczas I wojny światowej został jeńcem wojennym w Imperium Rosyjskim; zbiegł jednak z więzienia i przekroczył chińską granicę, pracował następnie jako nauczyciel w Harbinie. Natomiast matka Lia Rubinstein zamieszkiwała w na terenie Estonii do 1918 roku, jej rodzina działała w przemyśle skórzanym; prowadziła fabrykę, która została zniszczona w trakcie wojny domowej.
W 1936 roku Rudolph Pariser rozpoczął naukę w amerykańskiej szkole nieopodal Pekinu, która wkrótce została zrównana z ziemią przez wojska japońskie. Kształcił się następnie w amerykańskiej szkole w Tokio, a latem 1941 roku opuścił Japonię. W 1941 roku wraz z matką przeprowadził się do Stanów Zjednoczonych; jako posiadacze niemieckiego paszportu zostali objęci ograniczeniami, m.in. godziną policyjną. Rudolph ubiegał się o pracę tłumacza języka rosyjskiego dla FBI, wówczas spotkał Jima Rasbury’ego – kierującego biurem FBI w San Francisco, wcześniej nauczyciela wychowania fizycznego w tokijskiej szkole (był nauczycielem Rudolpha) oraz szpiega, który zdołał uciec z Japonii i znaleźć w Chinach schronienie u Pariserów. Dzięki jego interwencji zniesiono ograniczenia nałożone na Rudolpha i jego matkę, po II wojnie światowej do rodziny dołączył ojciec.
W 1944 roku ukończył studia chemiczne na Uniwersytecie Kalifornijskim w Berkeley. Przez krótki czas był związany z przedsiębiorstwem Kaiser Permanente, następnie służył w wojsku. W 1951 roku obronił doktorat na Uniwersytecie Minnesoty, do 1988 roku pracował w przedsiębiorstwie DuPont; badał w nim właściwości barwników organicznych. Wspólnie z Robertem Parrem opracował nową metodę aproksymacji orbitali molekularnych, znaną jako metodę Parisera-Parra-Pople’a.
Członek National Research Council stanowiącego część United States National Academies. Należał także do American Association for the Advancement of Science oraz do International Union of Pure and Applied Chemistry.

## Nagrody
- ACS Delaware Section Award[3]
- złoty medal Uniwersytetu Minnesoty[3]
- Lavoisier Medal (2003)[2]